# Paul von Hintze

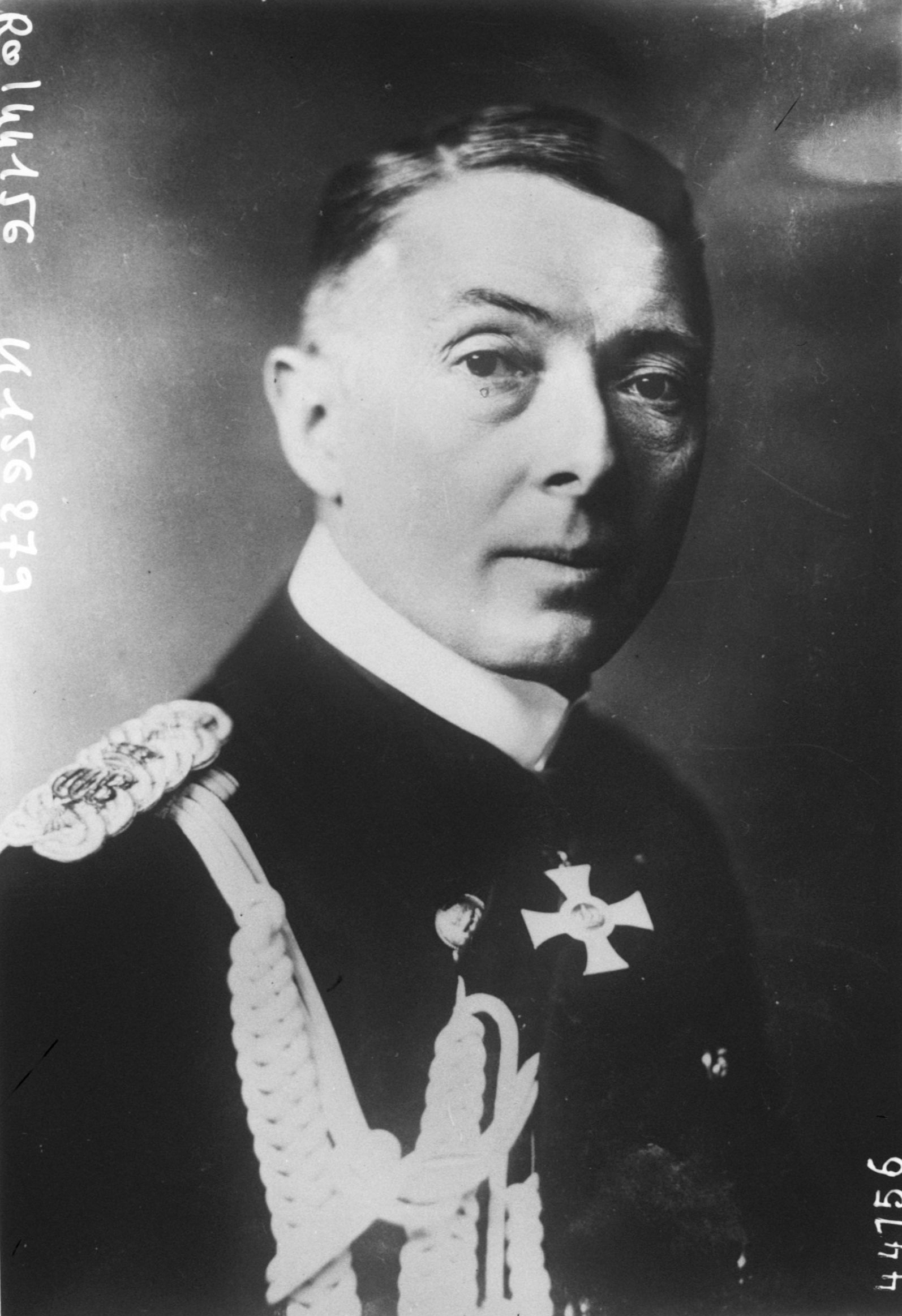

Paul von Hintze, född 13 februari 1864 i Schwedt, död 19 augusti 1941 i Meran, var en tysk sjöofficer, diplomat och politiker.
Hintze tjänstgjorde 1882-1911 i tyska marinen, där han nådde kommendörs grad ("Kapitän zur See"; han fick sedermera konteramirals titel). Han blev 1903 marinattaché hos de skandinaviska staterna och 1908 "militär fullmäktig" vid tyska ambassaden i Sankt Petersburg, utnämndes 1906 till kejserlig flygeladjutant och adlades 1908. Till diplomatbanan gick han helt över 1911, var 1911-14 tysk minister i Mexiko, 1914-17 i Peking, dit han efter första världskrigets början fick ta sig fram på en äventyrlig färd under förklädnad, och juli 1917-juli 1918 i Kristiania. 
Då Richard von Kühlmann till följd av konflikten med högsta krigsledningen erhöll avsked från utrikesministerposten, efterträddes han 9 juli 1918 av Hintze vilken som militär ansågs ha större utsikter att samverka med de ledande i högkvarteret. Han avgick redan 3 oktober samma år, då prins Max av Baden ministär bildades, och var därpå rikskanslerns ställföreträdare i stora högkvarteret. Som sådan förde han 9 november samma år i Spa per telefon de sista förhandlingarna med rikskansliet om kejsarens tronavsägelse.